# Phan Thị Kim Phúc
Phan Thị Kim Phúc, född 2 april 1963, är en vietnamesisk-kanadensisk kvinna. Hon är känd från ett fotografi från Vietnamkriget taget den 8 juni 1972 av AP-fotografen Nick Út, som visar henne vid nio års ålder springande naken på en väg efter att ha blivit svårt bränd på ryggen och vänster arm efter en sydvietnamesisk napalmattack. Hon är även känd för sina senare insatser för fred och försoning.

## "Vietnam Napalm" – ett fotografi av Nick Út

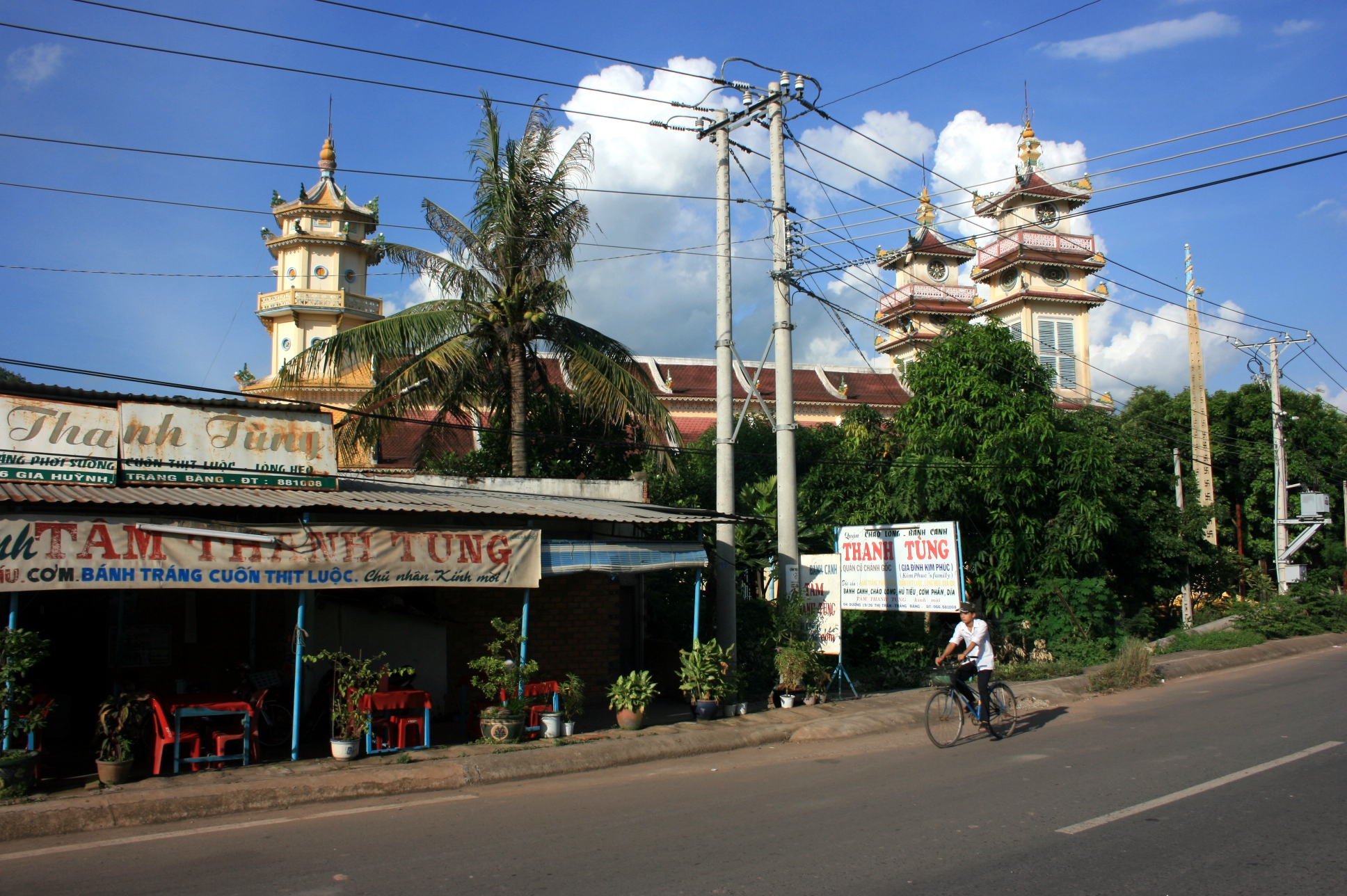
Vägen (cirka 2008) nära hemmet där Kim Phúc bodde är platsen för napalmattacken.

Kim Phúc bodde i byn Trang Bang i Sydvietnam. Den 8 juni 1972 napalmbombade det sydvietnamesiska flygvapnet byn Trang Bang som hade attackerats och ockuperats av nordvietnamesiska styrkor. Hon anslöt sig till en grupp civila och några sydvietnamesiska soldater som flydde från Cao Dai-templet i byn för att sätta sig i säkerhet i närliggande område som hölls av sydvietnamesiska styrkor. En sydvietnamesisk pilot misstog gruppen för ett fiendehot och vände för att attackera. Två av Kim Phúcs kusiner dödades samt några av byborna. Associated Press-fotografen Nick Út fick Pulitzerpriset för fotot han tog. Fotot var också 1972 års World Press Photo of the Year. Fotot av henne springande naken med den kaotiska bakgrunden blev en av de mest minnesvärda bilderna från Vietnamkriget. I en intervju många år senare sade Kim Phúc att hon kom ihåg att hon skrek "Nong qua, nong qua" ("för varmt, för varmt") när hon kom springande ner längs vägen.
Út tog Kim Phúc och de andra barnen till sjukhus i Saigon efter att ha tagit bilden. Det visade sig att hennes brännskador var så allvarliga att man inte trodde att hon skulle överleva. Efter 14 månader på sjukhuset, med 17 kirurgiska operationer, återvände hon hem. Út fortsatte att besöka henne tills han evakuerades under Saigons fall, tre år efter att bilden togs.
Ljudband från den amerikanska presidenten Richard Nixons samtal med sin stabschef H.R. Haldeman visar att Nixon tvivlade på trovärdigheten av fotografiet och funderade på om det var "uppgjort". Efter ljudbandet hade släppts kommenterade Út följande:
| ” | Trots att den har blivit en av de mest minnesvärda bilderna under 1900-talet tvivlade president Nixon på autenticiteten av mitt fotografi när han såg det i tidningen den 12 juni 1972....Bilden för mig, och vilket är odiskutabelt för många andra, kan inte vara mer äkta. Fotot var lika autentiskt som Vietnamkriget självt. Skräcken av Vietnamkriget dokumenterat av mig behövde inte vara uppgjord. Den livrädda lilla flickan lever än idag och har blivit ett vältaligt bevis på autenticiteten av det där fotot. Det ögonblicket för 30 år sedan kommer att bli ett som Kim Phúc och jag aldrig glömmer. De har förändrat båda våra liv. | „ |

Mindre publicerat är filmklippet som filmades av journalisten Alan Downes (ITN), och Le Phuc Dinh (NBC) som visar händelsen precis före och precis efter fotografiet togs. Bitar av klippet som filmades ingår i den Oscarbelönade vietnamkrigsdokumentären Hearts and Minds från 1974, regisserad av Peter Davis.

## Senare liv
Som vuxen relegerades hon från sitt universitet och användes som symbol för krigsmotstånd av den vietnamesiska regeringen. År 1986 beviljades hon dock tillstånd av regeringen för att fortsätta sina studier på Kuba. Fyra år tidigare hade hon konverterat från sin familjs religion Cao Dai till kristendomen. Dåvarande premiärminister i Vietnam, Phạm Văn Đồng, blev hennes vän och beskyddare.
Efter att ha fått tillstånd flyttade Phúc till Kuba där hon mötte Bui Huy Tuan. År 1989 åkte Út till Kuba för att möta henne och hennes fästman. Phúc och Tuan gifte sig och åkte på bröllopsresa 1992. Under en mellanlandning i Gander, Kanada gick de av planet och sökte politisk asyl. De bor nu i Ajax, Ontario och har två söner.
År 1996 mötte hon igen den kirurg som räddade hennes liv.
År 1997 klarade hon det kanadensiska medborgarskapstestet prickfritt vilket tillät henne att bli kanadensisk medborgare.
Kim Phúcs bror, Phan Thanh Tam, som ses till vänster på Úts fotografi från Trang Bang i juni 1972 (gråtande i vit skjorta), bodde och verkade i Vietnam fram till sin död den 4 oktober 2004. Han efterlämnade hustru och tre döttrar.
Den 30 juni 2008 sände National Public Radio hennes muntliga uppsats, "The Long Road to Forgiveness", om hennes upplevelser och hennes liv efter den dagen.
Kim Phúc besökte Sverige 2009. Hon är en av skribenterna i boken Fred! 100 röster mot våld och krig som distribuerades till alla 16-åringar i Sverige i september 2009. Boken uppmärksammar att Sverige hade haft fred i 200 år.

## Vietnam-minnestalet
År 1996 talade hon vid USA:s Vietnam Veterans Memorial på Veterans Day. I talet sade hon att hon inte kan ändra det förflutna men hon kan fortsätta arbeta för en fredlig framtid. Vietnamveteranen och pastorn John Plummer hade sett fotot och trodde han hade varit delaktig i att planera räden med det sydvietnamesiska flygvapnet. Han mötte Phúc kort och hon förlät honom offentligt. En kanadensisk filmare, Shelley Saywell, gjorde en dokumentär om försoningen.

## Utmärkelser
- 1997 – utnämnd till goodwillambassadör för Unesco den 10 november 1997

- 2003 – låten "The Girl in the Picture" skrevs den belgiske kompositören Eric Geurts tillägnad Kim Phúc. Låten sjöngs av Yanah och släpptes av Flying Snowman Records. Alla intäkter gick och går fortfarande till Kim Foundation.

- 2004 – utnämnd till hedersdoktorand i juridik vid York University i Toronto, Ontario för sitt arbete med krigsdrabbade barn världen över.
- 2004 – tilldelad Order of Ontario.

- 2005 – tilldelad en hedersexamen i juridik från Queen's University i Kingston, Ontario.[14]

### Om Kim Phúc
- Chong, Denise. (2000). The girl in the picture : the story of Kim Phuc, the photograph, and the Vietnam War (1st American ed). Viking. ISBN 067088040X. OCLC 42680554. https://www.worldcat.org/oclc/42680554. Läst 27 april 2019